# (1500) Jyväskylä
(1500) Jyväskylä est un astéroïde évoluant dans la ceinture principale, découvert le 16 octobre 1938 par l'astronome finlandais Yrjö Väisälä depuis l'observatoire Iso-Heikkilä à Turku. 
Il est nommé d'après la ville de Jyväskylä en Finlande.